# Phyllacanthus longispinus
Phyllacanthus longispinus is een zee-egel uit de familie Cidaridae.
De wetenschappelijke naam van de soort werd in 1918 gepubliceerd door Theodor Mortensen.